# Aedes vigilax
Aedes vigilax är en tvåvingeart som först beskrevs av Frederick Askew Skuse 1889.  Aedes vigilax ingår i släktet Aedes och familjen stickmyggor. Inga underarter finns listade i Catalogue of Life.